# یوژف اونودی
یوژف اونودی (به مجاری: József Ónody) (زادهٔ ۱۲ سپتامبر ۱۸۸۲) شناگر اهل کشور مجارستان است.